# 現代詩手帖
『現代詩手帖』（げんだいしてちょう）は、思潮社が発行する現代詩の月刊雑誌である。

## 歴史
創刊号は1959年6月号。『文章倶楽部』や『世代』の編集者であった小田久郎によって神田駿河台で創刊された。目的は『結社的ないしは同人誌的な馴れあいや仲間うちの閉鎖性を廃した詩壇ジャーナリズムの確立をめざす』ことであった。創刊号の公称発行部数は、2,000部だった。

## 現代詩手帖賞
1960年創設の新人賞。毎号掲載の「新人作品」欄での選評を経て、年間で最も優秀な新人を顕彰する。4月初旬に発表、5月号に詳細が掲載。現代詩の新人賞としては最も歴史あるものの一つであり、清水昶、金井美恵子、伊藤比呂美、関口涼子らを輩出した。

### 歴代受賞者
- 第1回　1960年 生米高
- 第2回　1961年 栗原まさ子
- 第3回　1962年 山本哲也、矢崎義人
- 第4回　1963年 長谷康雄
- 第5回　1964年 沖浦京子
- 第6回　1965年 該当者なし
- 第7回　1966年 清水昶
- 第8回　1967年 金井美恵子
- 第9回　1968年 福田薬師
- 第10回 1969年 山口哲夫、帷子耀
- 第11回 1970年 該当者なし
- 第12回 1974年 宮園マキ
- 第13回 1975年 青木はるみ
- 第14回 1976年 まきまさみ、谷内修三
- 第15回 1977年 沢孝子、田辺美砂
- 第16回 1978年 斎藤真智子、伊藤比呂美
- 第17回 1979年 倉田比羽子
- 第18回 1980年 白石公子
- 第19回 1981年 牧村則村
- 第20回 1982年 糸井茂莉
- 第21回 1983年 岸野昭彦
- 第22回 1984年 筏丸けいこ、山本英子
- 第23回 1985年 河津聖恵、千島数子
- 第24回 1986年 飯島詭理（究極Q太郎）、鈴木智則
- 第25回 1987年 中村ひろ美
- 第26回 1988年 長谷部奈美江、関口涼子
- 第27回 1989年 田中久雄、高岡淳四
- 第28回 1990年 該当者なし
- 第29回 1991年 杉本優子、三浦優子
- 第30回 1992年 高橋美弥子
- 第31回 1993年 石井孝幸、清村霧子
- 第32回 1994年 福田拓也
- 第33回 1995年 柏木麻里
- 第34回 1996年 加藤律子
- 第35回 1997年 飯田伸一
- 第36回 1998年 本間淳子
- 第37回 1999年 石田瑞穂、小笠原鳥類
- 第38回 2000年 桑折浄一、駒ケ嶺朋乎（コマガネトモオ）
- 第39回 2001年 峠谷光博
- 第40回 2002年 杉本真維子、藤原安紀子
- 第41回 2003年 小池田薫、水無田気流
- 第42回 2004年 三角みづ紀
- 第43回 2005年 廿楽順治、永澤康太
- 第44回 2006年 最果タヒ、望月遊馬
- 第45回 2007年 佐藤雄一
- 第46回 2008年 奥津ゆかり、文月悠光
- 第47回 2009年 白鳥央堂、高村而葉
- 第48回 2010年 岩尾忍、暁方ミセイ
- 第49回 2011年 榎本櫻湖、ブリングル
- 第50回 2012年 依田冬派
- 第51回 2013年 森本孝徳
- 第52回 2014年 岡本啓
- 第53回 2015年 板垣憲司、野崎有以
- 第54回 2016年 マーサ・ナカムラ、水沢なお
- 第55回 2017年 該当者なし
- 第56回 2018年 小縞山いう、水下暢也
- 第57回 2019年 石松佳、柳本々々
- 第58回 2020年 川島雄太郎、紫衣[4]
- 第59回 2021年 蜆シモーヌ

- 第60回 2022年 竹中優子[5]
- 第61回 2023年 芦川和樹、水城鉄茶
- 第62回 2024年 中嶋中春、花氷